# Сражение при Порт-Гибсон
Сражение при Порт-Гибсон (англ. The Battle of Port Gibson) произошло около Порт-Гибсон, штат Миссисипи, в ходе Виксбергской кампании американской гражданской войны. Сражение произошло 1 мая 1863 года между дивизией генерала Джона Боуэна и двумя корпусами Теннессийской армии генерала Улисса Гранта.

## Предыстория
Грант начал кампанию против Виксберга весной 1863 года, выступив с армией из Милликенс-Бэнд на западном берегу реки Миссисипи. Он планировал атаковать Гранд-Галф, а его подчиненный Шерман должен был провести отвлекающую атаку на Язу-Блаффс. После этого XIII корпус предполагалось передать Бэнксу в Порт-Гудзоне, а Шерман должен был соединиться с Грантом. Однако, федеральный флот не смог подавить батареи южан в Гранд-Галф, поэтому Грант отправился южнее и 30 апреля переправился через реку у Бруинсберга. Демонстрация Шермана у Язу-Блаффс полностью удалась, поэтому только одна бригада конфедерации была переброшена на юг.
Единственный кавалерийский отряд южан (полк Вирта Адамса) был отправлен против рейдеров Гриерсона, поэтому генерал-майору Джону Боуэну не оставалось ничего иного, кроме как предпринять разведку боем. Он выступил из Гранд-Галф с бригадой Грина и занял позицию юго-западнее Порт-Гибсон, около Магнолия-Чеч. Позже из Виксберга подошла бригада Эдварда Трейси и встала на Бруинсбергской дороге, двумя милями севернее. Ещё позже подошла бригада Болдвина и встала позади Грина. Позиция позволяла Боуэну рассчитывать на удачу даже перед лицом превосходящего по силам противника.
Отсутствие кавалерии сильно навредило южанам. Если бы Боуэн знал, что Грант высаживается в Бруинсберге, а не в Родни, он мог бы занять позиции на скалах над Бруинсбергом и не дать Гранту основать плацдарм. Тем не менее, стремительность федеральной атаки была нарушена из-за того, что генерал МакКлернанд забыл снабдить своих людей продовольствием. Слегка задержавшись, Теннессийская армия перешла реку и двинулась на Порт-Гибсон. Сразу после полуночи 1 мая передовые полки дивизии Юджина Карра встретили пикеты противника у Дома Шайфера. Перестрелка продолжалась до 03:00. Опасаясь стоящей севернее бригады Трейси, МакКлернанд развернул в этом направлении дивизию Питера Остерхауза. В таком положении обе стороны стали ждать рассвета.